# Kaufunger Wald

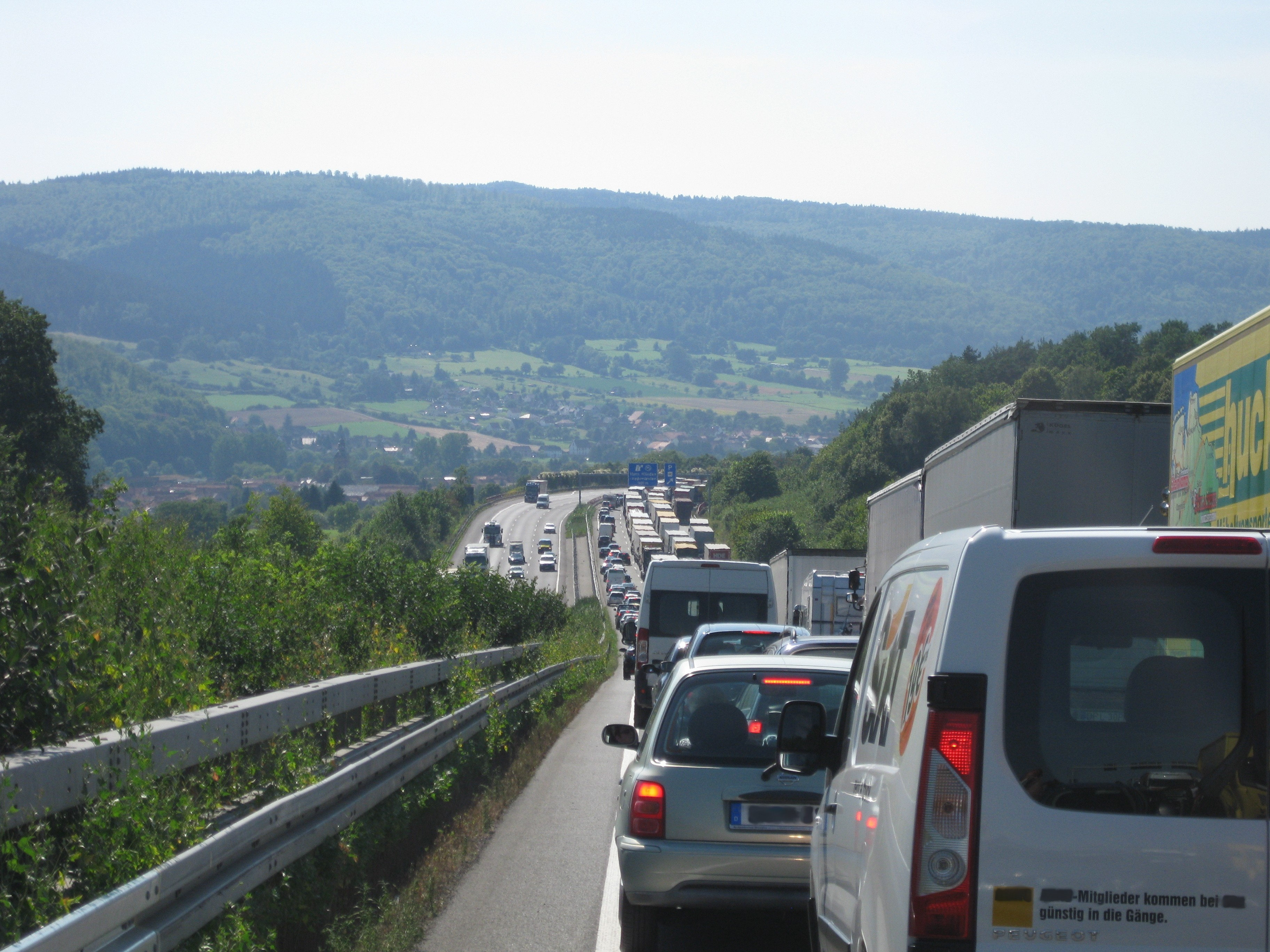
Der nördliche Kaufunger Wald bei Hedemünden

Der Kaufunger Wald im Landkreis Kassel und Werra-Meißner-Kreis in Hessen sowie im Landkreis Göttingen in Niedersachsen ist ein bis 643,4 m ü. NHN hohes und rund 170 km² (ohne die Söhre) großes Mittelgebirge im äußersten Norden des Osthessischen Berglands, dem Fulda-Werra-Bergland. Er bildet dort den Über-Naturraum Kaufunger Wald und Söhre, der auch die Söhre umfasst.
Demgegenüber wird unter Kaufunger Wald landläufig jedoch meistens nur die im Süden gemeindefreie Hochfläche des Gutsbezirks Kaufunger Wald nördlich der Großalmeröder Grabenzone verstanden, das heißt der nördlich des Oberlaufes der Gelster bzw. nördlich der Wedemann und des Unterlaufes der Losse liegende Teil des Waldes.

## Geographie

### Lage
Der Kaufunger Wald befindet sich im Nordostteil Nordhessens und im Südteil Südniedersachsens. Er breitet sich zwischen Kaufungen im Südwesten, Kassel im Westen, Hann. Münden im Norden, Witzenhausen im Osten und Großalmerode im Süden aus. Hierzu muss, je nach Definition, die sich südlich anschließende Söhre hinzu gerechnet werden.

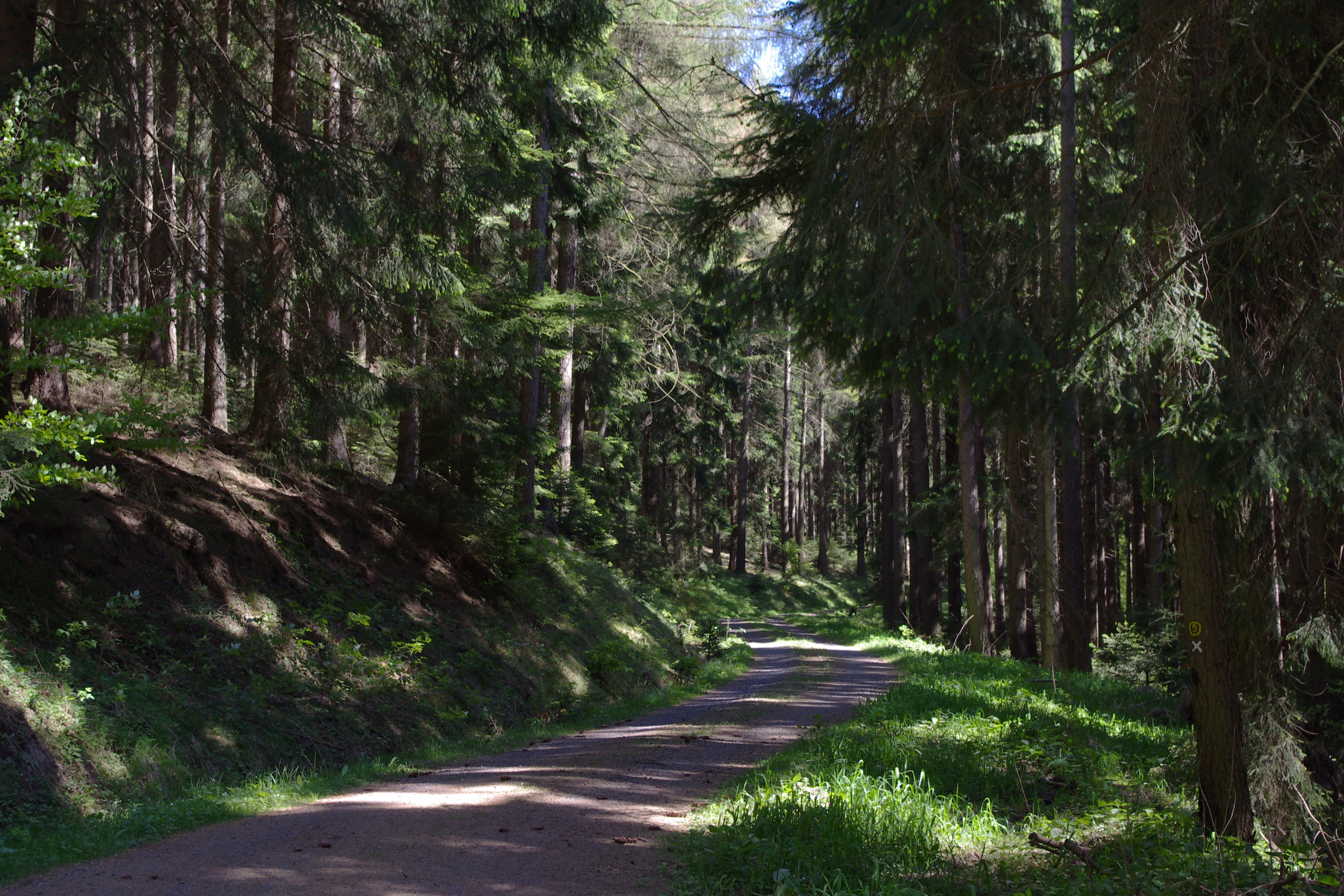
Im Kaufunger Wald (nördlicher Talhang des oberen Niestetals, Mai 2011)

### Naturräumliche Gliederung
Innerhalb des Fulda-Werra-Berglandes (Haupteinheit 357) wird der Kaufunger Wald wie folgt gegliedert:
- 357.7 Kaufunger Wald und Söhre
  - 357.70 Söhre
  - 357.71 Kaufunger-Wald-Hochfläche (Vorderer Kaufunger Wald)
  - 357.72 Hinterer Kaufunger Wald

Sofern nicht anders gekennzeichnet, werden im Folgenden unter „Kaufunger Wald“ nur die Naturräume 357.71 und 357.72 verstanden.

### Randsenken
Folgende Randsenken trennen den Kaufunger Wald von den benachbarten Naturräumen (im Uhrzeigersinn, beginnend im Süden):
- westlicher Großalmeröder Grabenzone mit der Wedemann und, nach deren Mündung, der Losse im Süden
- Kasseler Becken mit der Fulda im südlichen und mittleren Westen
- Mündener Fulda-Werra-Talung mit der Fulda im Nordwesten und der Werra im Nordosten
- Witzenhausen–Hedemündener Werratal längs der Werra im nördlichen Osten
- Unteres Gelstertal und nördliches Velmeder Tal längs der Gelster im südlichen Osten
- östliche Großalmeröder Grabenzone am Oberen Gelstertal im östlichen Süden

### Benachbarte Höhenzüge
Im Südwesten grenzt der Kaufunger Wald an die jenseits des Lossetals gelegene Söhre, im Westen schließt sich, durch die Westhessische Senke deutlich abgetrennt, der Habichtswald an. Im Nordwesten trennt die Fulda das Massiv vom Reinhardswald und im Nordosten ist die Werra Abgrenzung zum Bramwald. Im Südosten schließt sich, jenseits der Gelster, das deutlich höhere Bergmassiv des Hohen Meißner mit der Kasseler Kuppe (753,6 m) an.
Zusammen mit dem Hohen Meißner und großen Teilen der Söhre bildet der hessische Teil des „eigentlichen“ Kaufunger Waldes den Geo-Naturpark Frau-Holle-Land, an den sich im Norden, auf niedersächsischer Seite, der Naturpark Münden anschließt.

### Berge
Der höchste Berg des Kaufunger Waldes im erweiterten Sinne liegt mit dem 643,4 m hohen Hirschberg im Osten der Söhre. Nördlich davon, im Südosten des eigentlichen Kaufunger Waldes, dessen hessische Waldflächen im Gutsbezirk Kaufunger Wald zusammengefasst sind, erhebt sich der mit einem Aussichtsturm ausgestattete zweithöchste Berg, der 641,2 m hohe Bilstein.

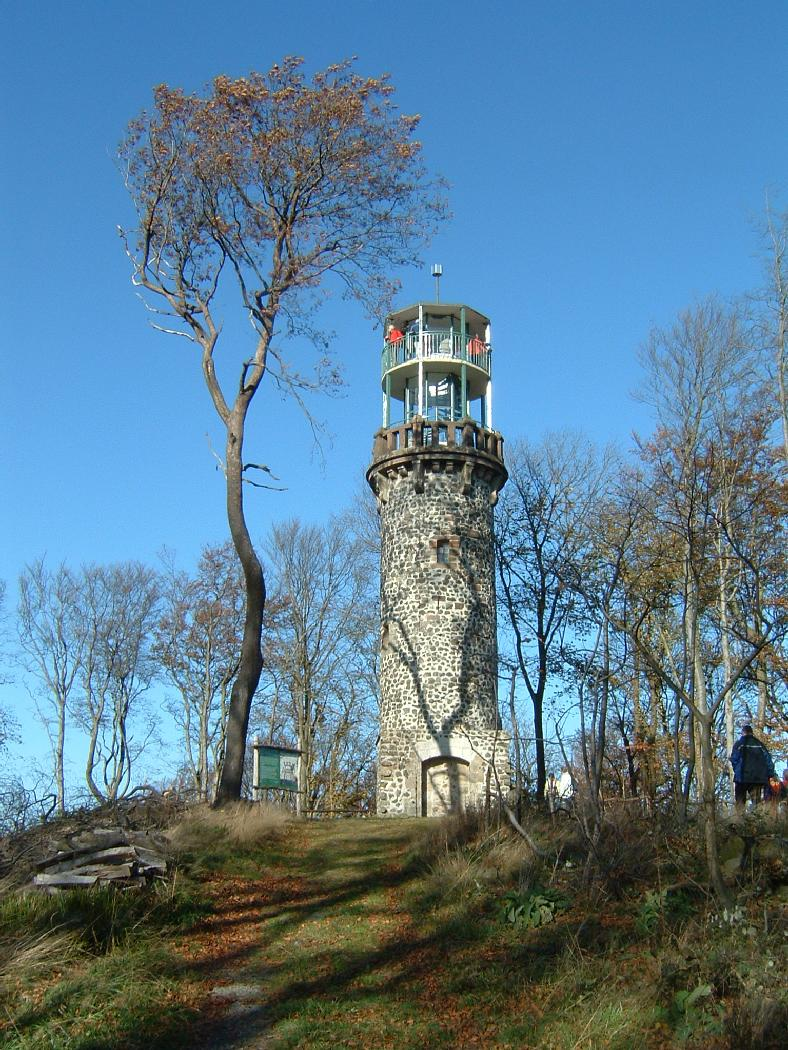
Bilsteinturm auf dem Bilstein

Zu den Bergen im Naturraum Kaufunger Wald und Söhre gehören – in der Regel mit Höhe in Meter (m) über Normalhöhennull (NHN); wenn nicht anders genannt laut; solche der Söhre sind mit einem Stern (*) gekennzeichnet; bei Bergen, die sich in knapp außerhalb des vorgenannten Naturraums befinden, sind die naturräumlichen Einheiten in Kursiv-Schrift hinter der Berghöhe erwähnt:
| - Hirschberg * (643,4 m) - Bilstein (641,2 m) - Mühlenstein (607,2 m) - Steinberg (588,75 m) - Haferberg (580,4 m) - Große Kappe (572,5 m) - Langenberg (565,0 m) - Kleiner Steinberg (541,9 m) - Großer Steinberg (541,8 m) - Rohrberg * (535,6 m) - Steinbergskopf (531,25 m) - Bielstein * (527,8 m) - Gieseberg (526,8 m) - Häringsnase (510 m) - Exberg * (505,5 m; Rommeroder Hügelland) - Großer Belgerkopf * (499,9 m) 1 - Stellberg * (495 m ü. NN) - Kleiner Belgerkopf * (490 m) 1 - Michelskopf * (485 m) 1 - Buchberg * (482,0 m) - Trieschkopf * (480,1 m) - Hohe Wand (478,0 m) - Pfaffenberg * (477,5 m) - Kleine Kappe (463,5 m) - Sankt Ottilienberg * (462,5 m) - Ölberg * (457,8 m) - Schorn * (456,8 m) - Koppe * (456,4 m) | - Badenstein * (441,5 m) - Mühlberg * (441,3 m) - Warpel * (439,4 m) - Kühlestuhl (433 m) - Hungershäuser Berg (430 m) - Steinkopf * (427,0 m) - Großer Staufenberg (427 m ü. NN) - Hühnerfeldberg (418,4 m) - Salzleckerkopf (411,7 m) - Königsberg * (410,0 m) - Kratzenhagenkopf (405 m) - Haarbachskopf (400 m) - Heidelbeerkopf (396,0 m) - Kalbskopf (392,6 m) - Wildhecker Kopf (382,3 m) - Vockenberg * (381,25 m) - Wolfsberg (370,7 m) - Kleiner Staufenberg (370,5 m) - Gebrannter Kopf (360,0 m) - Gerholdsberg (355 m; Kasseler Becken) - Mühlenberg (351,8 m; Kasseler Becken) - Rodeberg (339,7 m) - Warteberge (336,9 m) - Nonnenkopf (335 m) - Speeler Kopf (315,8 m) - Ickelsberg (305,1 m) - Ellerberg (282,0 m) |

    1 Berg im Stiftswald Kaufungen, einem Teilgebiet der Söhre

### Gewässer
Folgend sind Gewässer des eigentlichen Kaufunger Waldes aufgezählt; für Gewässer der Söhre siehe hier.
Zu den größeren Fließgewässern im und am Kaufunger Wald gehören:
(je fulda- und werraaufwärts, d. h. von Nord nach Süd, sortiert; in Klammern Länge, Einzugsgebiet und Abfluss)
- Fulda, passiert den Kaufunger Wald nordwestlich
  - Nieste (21,8 km, 88,1 km², 921 l/s), entspringt am Steinberg
  - Losse (28,9 km, 120,6 km², 1418 l/s), entspringt außerhalb des Kaufunger Waldes bei Hessisch Lichtenau und bildet, zusammen mit dem rechten Nebenfluss
    - Wedemann (5,1 km, 14,5 km², 213 l/s), die westliche Südgrenze
- Werra, passiert den Kaufunger Wald nordöstlich
  - Gelster (18,2 km, 60,6 km², 771 l/s), entspringt nördlich des Hirschbergs (Söhre) und bildet die östliche Süd- und die südliche Ostgrenze

Zu den Stillgewässern im Kaufunger Wald gehören:
- Roter See, nördlich des Langenbergs
- Steinbergseen, unmittelbar am Kleinen Steinberg
- Steinbergseen, direkt westlich des Steinbergs
- Michelskopfsee, direkt am Michelskopf

### Ortschaften
Zu den Ortschaften im und am Kaufunger Wald gehören:
| - Großalmerode - Hann. Münden - Helsa | - Hessisch Lichtenau - Kaufungen - Nieste | - Staufenberg - Witzenhausen |

## Geologie
Die Berge des Kaufunger Waldes bestehen aus einer etwa 80 Millionen Jahre alten Buntsandsteinplatte, die von einigen Basaltkegeln und Kohleflözen durchsetzt ist. Weil diese Platte zum Beispiel durch ab- bzw. eingelagerte Tone teils wasserundurchlässig ist, haben sich einige Moore (z. B. Hühnerfeld) und Sümpfe gebildet. Durchzogen ist die Landschaft von zahlreichen Fließgewässern, die sich im Lauf der Jahrmillionen teils tief in die Sandsteinplatte eingegraben haben bzw. das Mittelgebirge nach außen hin abgrenzen.

## Aktivitäten und Sehenswertes

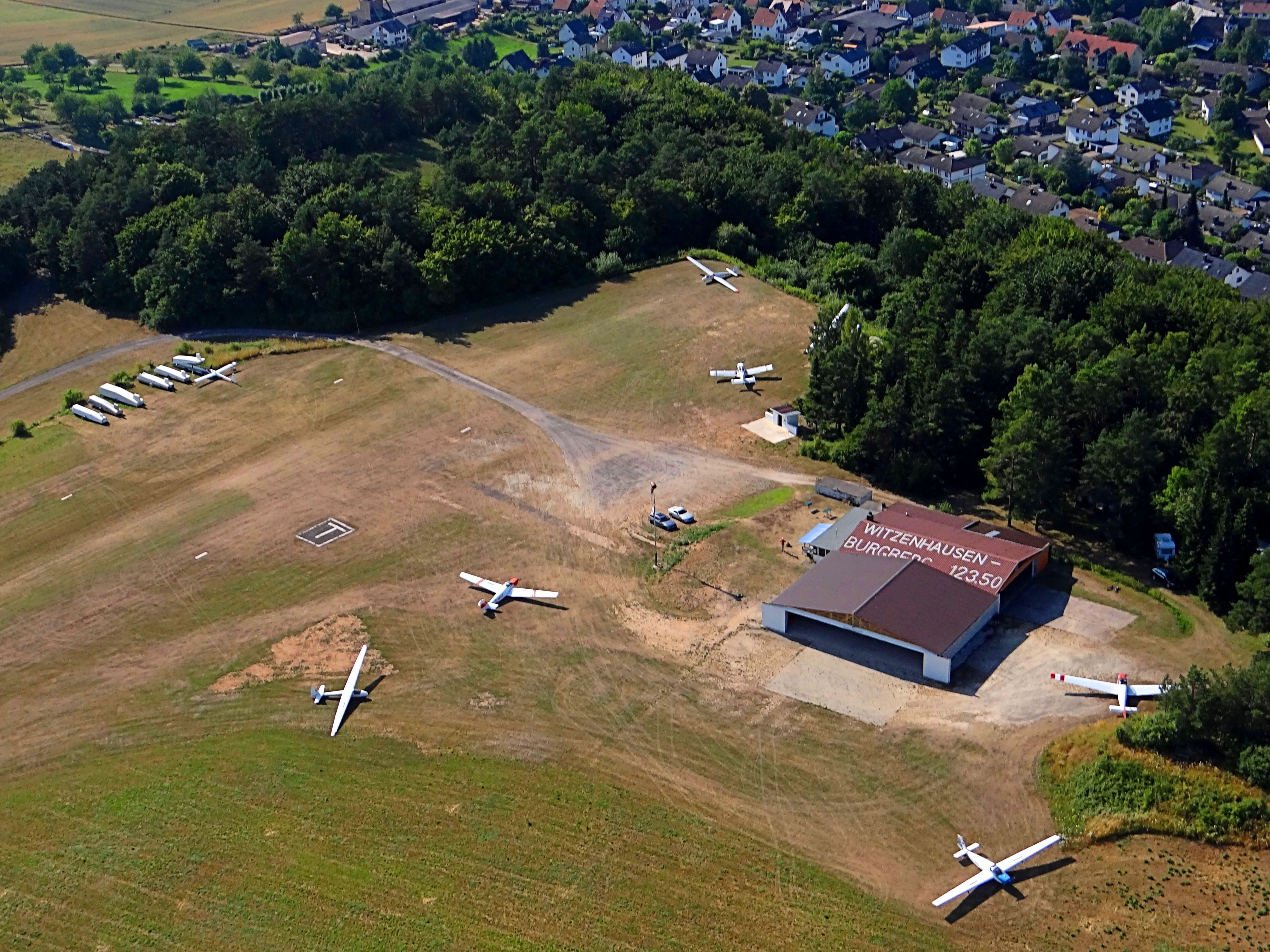
Flugplatz Witzenhausen

Der Kaufunger Wald, im Mittelalter ein Reichswald, ist aufgrund zahlreicher Wanderwege (z. B. Eder-Gelster-Weg, Frau-Holle-Pfad, Herkulesweg, Kassel-Steig, Premiumweg Niester Riesen, Premiumweg P14 Bilstein, GrimmSteig und Märchenlandweg) populär. Radfahrer und Mountainbiker nutzen die Forstwege, um sich fit zu halten und zu erholen. Die jährlich stattfindenden Veranstaltungen Bilstein-Bike-Marathon und Bilstein-Marathon locken zahlreiche Aktivisten und Besucher an.
Zu den Sehenswürdigkeiten des Kaufunger Waldes gehören der Bilsteinturm auf der Kuppe des Bilsteins und das zwischen Hühnerfeldberg und Kleinen Steinberg gelegene Moor Hühnerfeld. Eine Freizeitattraktion ist der Erlebnispark Ziegenhagen bei Witzenhausen-Ziegenhagen, wo sich die Burgruine Ziegenberg befindet. In den Westausläufern des Kaufunger Waldes befindet sich in Sichelnstein die Burg Sichelnstein und bei Nieste das Bodendenkmal der einstigen Burg Sensenstein.
Vom Flugplatz Witzenhausen kann man zu Rundflügen über den Kaufunger Wald abheben.

### Kulturlandschaftsraum
Der Kulturlandschaftsraum Solling, Bram- und Kaufunger Wald umfasst ein 960 km² großes Gebiet. Diese Zuordnung zu den Kulturlandschaften in Niedersachsen hat der Niedersächsische Landesbetrieb für Wasserwirtschaft, Küsten- und Naturschutz (NLWKN) 2018 getroffen. Ein besonderer, rechtlich verbindlicher Schutzstatus ist mit der Klassifizierung nicht verbunden.

## Verkehrsanbindung
Erschlossen ist der Kaufunger Wald unter anderen durch die Bundesstraßen 7, 80 und 451, von denen die zwei zuerst genannten zur Bundesautobahn 7 führen. Durch den Südwestteil des Kaufunger Waldes wird ein noch teilweise in Planung befindlicher Abschnitt der A 44 (Kassel−Eisenach) verlaufen; ein anderer Teilbereich dieser Autobahn – bei Helsa, Hessisch Lichtenau bis in den Ringgau – ist bereits für den Verkehr freigegeben. Außerdem führen mehrere Kreis- und Landesstraßen durch den Kaufunger Wald, eine davon verläuft zwischen Nieste und Kleinalmerode über die Passhöhe Umschwang.
Witzenhausen und Hann. Münden haben Bahnhöfe an der Bahnstrecke Halle–Hann. Münden; Kaufungen, Helsa und Hessisch Lichtenau werden von der RegioTram Kassel bedient.